# Accidentes ferroviarios en Portugal
En Portugal, se han registrado varios accidentes en los que estuvo envuelto el transporte ferroviario, siendo la mayoría de baja relevancia; no obstante, algunos de estos accidentes fueron más graves, provocando un elevado número de víctimas y/o elevados estragos en el material circulante o infraestructuras ferroviarias.

## Lista de accidentes

### SigloXIX
- 1858
  - 12 de agosto: Un tren especial de recreo organizado con motivo de una corrida de toros choca con una locomotora en la estación de Olivais. El accidente deja un muerto, cinco heridos graves y otros cinco leves. Prescindiendo de accidentes por arrollamiento, éste es probablemente el primer accidente en un ferrocarril en explotación en Portugal en el que hubo una víctima mortal.[1]
- 1862
  - 2 de diciembre: se produce un accidente en el puente de la ribera de Sor, en la línea del Este.[2]
- 1865
  - 16 de febrero: descarrilamiento del tren correo de la línea del Este en las cercanías de la estación de Portalegre. Del accidente resultan un herido grave y otro leve.[3]
  - 18 de septiembre: una composición que transportaba trabajadores entre Beja y Casével, en la entonces denominada Línea del Sur (actualmente Línea del Alentejo), se ve forzada a efectuar un frenado de emergencia debido a un sabotaje en la vía; los ocupantes salieron despedidos de la composición, produciéndose tres muertos y dos heridos graves.[4]
  - 25 de noviembre: un tren correo de la línea del Norte descarrila debido al desmoronamiento de un pontón de la línea arrastrado por la crecida de un arroyo. El accidente ocurrió en las cercanías de la estación de Alhandra y afortunadamente se saldó solo con daños materiales.[5]
- 1867
  - 5 de diciembre: un tren de mercancías descarrila cerca del puente de Asseca, en la línea del Norte, sin causar víctimas.[6]
- 1869
  - 30 de enero: descarrilamiento de un tren de viajeros procedente de Lisboa y con destino Oporto en las cercanías de Espinho. El accidente fue causado por la acumulación de arena sobre la vía debido a la intensa lluvia que afectó a dicho punto de la línea en el momento en que pasaba el convoy.[7]
- 1870
  - 4 de diciembre: descarrilamiento de un tren correo a su paso por el puente de Reguengo a causa de haber sido levantados varios carriles de la línea.[8]
  - 4 de diciembre: descarrilamiento de un tren de mercancías a su paso por el puente de Santa Anna debido a haber sido levantados varios carriles de la línea.[8]
- 1871
  - 17 de enero: descarrilamiento de un tren de mercancías a su paso por el puente de Asseca, en la línea del Norte. Un herido.[9]
  - 14 de abril: descarrilamiento de un vagón de un tren de viajeros de la línea del Norte.[10]
  - 19 de abril: descarrilamiento de un tren de viajeros en el ferrocarril de vía estrecha de Marinha Grande a São Martinho, produciéndose 14 heridos, uno de ellos grave.[11]
  - 20 de mayo: descarrilamiento de un convoy de la línea del Norte en las cercanías de Mato de Miranda, sin víctimas.[12]
  - 6 de septiembre: descarrilamiento de la locomotora de un convoy en la estación de Abrantes.[13]
  - ¿? de ¿octubre?: descarrilamiento de un convoy en las cercanías de Ponte da Pedra.[14]
  - 22 de octubre: descarrilamiento de un tren en el ferrocarril de vía estrecha de Oporto a Foz, con el resultado de un herido grave.[15]
- 1873
  - 17 de septiembre: se produce el descarrilamiento de un convoy en el ferrocarril Lanmarjat de Torres Vedras a la carretera de Lisboa; dos coches de viajeros del convoy volcaron, produciéndose varios heridos.[16]
  - 5 de octubre: descarrilamiento de un convoy en la entrada de la estación de Poço do Bispo.[17]
  - 9 de diciembre: descarrilamiento de un convoy de la línea del Norte cerca de Barquinha.[18]
- 1874
  - 29 de julio: en el ferrocarril de vía estrecha de Porto a Povoa de Varzim, aún a esa fecha en fase de construcción, una vagoneta conducida por varios operarios descarriló en el tremo urbano de Oporto a la altura del barrio de la Boavista, presuntamente debido a su excesiva velocidad; uno de los operarios que viajaban en el vehículo descarrilado murió al caer del mismo y ser arrollado por éste.[19][20]
- 1875
  - 30 de enero: entre las estaciones de Ermesinde y São Romão chocan dos trenes con el balance de un ferroviario muerto y una treintena de heridos.[21]
- 1876
  - 13 de noviembre: descarrilamiento de un convoy en las cercanías de la estación de Alhandra debido a la acumulación de arena sobre la vía causada por el desbordamiento de un arroyo durante un fuerte temporal de lluvia.[22]
- 1877
  - 8 de enero: descarrilamiento de un tren de viajeros de la línea del Sur procedente de Setúbal entre las estaciones de Moita y Pinhal Novo, sin consecuencias.[23]
  - 17 de enero: descarrilamiento de un tren de viajeros entre las estaciones de Santarém y Santa Anna, sin causar víctimas.[24]
  - 20 de febrero:, dos vagones de un tren de mercancías descarrilan entre las estaciones de Vale de Figueira y Santarém a consecuencia del atropello de una res bovina, sin que se produzcan daños personales.[25]
  - 19 de abril: en la línea del Miño descarrila un tren de viajeros produciéndose varios heridos.[26]
  - 18 de julio: el tren correo Oporto - Lisboa descarrila debido al atropello de una res bovina entre las estaciones de Carregado y Azambuja. El descarrilamiento afectó a dos coches y no se registraron daños.[27]
  - 27 de agosto: descarrilamiento de un tren de viajeros a la entrada de la estación de Vila Franca de Xira, sin daños personales.[28]
  - 22 de septiembre: entre las estaciones de Mato de Miranda y Torres Novas descarrila el tren correo de la línea del Este que se dirigía a Lisboa, sin consecuencias.[29]
  - 18 de octubre: descarrilamiento de la locomotora de un tren de mercancías a la entrada de la estación de Vendas Novas. No hubo daños personales.[30]
- 1878
  - 5 de enero: ente las estaciones de São Romão y Ermesinde se produce el descarrilamiento de un tren de viajeros procedente de Braga, con el saldo de un herido.[31]
  - 20 de enero: un tren de mercancías descarrila en la línea del Este entre las estaciones de Santa Eulália y Elvas.[32]
  - 8 de julio: descarrilamiento de un vagón de un tren de la línea del Norte debido al atropello de una res bovina. Ocurrió en las proximidades de Azambuja.[33]
  - 13 de septiembre: descarrilamiento de un convoy de la línea del Sureste en las proximidades de Poceirão.[34]
  - 15 de septiembre: entre las estaciones de Mato de Miranda y Vale de Figueira descarrila el tren correo de Lisboa a Oporto. El accidente dejó un muerto y al menos una treintena de heridos.[35][36][37]
  - 17 de septiembre: el tren correo de la línea del Duero descarrila en las cercanías de la estación de Vila Meã, resultando heridos leves el maquinista y el fogonero de la locomotora que encabezaba la composición.[38]
  - 11 de octubre en el kilómetro 11 de la línea del Miño, entre las estaciones de São Romão y Ermesinde, se produce el descarrilamiento de un tren de viajeros formado por la unión en la estación de Nine de dos composiciones procedentes de Braga y Caminha y destino a Oporto. Resultan seis muertos y seis heridos.[39]
- 1879
  - 17 de abril: se produce el descarrilamiento de un tren de viajeros en la línea de Estremoz, sin víctimas.[40]
  - 3 de noviembre: descarrilamiento de un tren de viajeros de la línea del Norte en la estación de Ovar.[41]
- 1880
  - 8 de febrero: descarrilamiento de un tren de mercancías a su paso por la aguja de entrada de la estación de Vale da Figueira. Se debió a un doble cambio de agujas. Parte del material descarrilado volcó sobre el talud de un terraplén. Se produjeron cuantiosos daños materiales, pero la fuente no cita víctimas.[42]
  - 9 de marzo: entre las estaciones de Espinho y Esmoriz descarrila un tren de viajeros que realizaba el trayecto de Lisboa a Oporto, sin daños personales.[43]
  - 21 de abril: descarrilamiento de un tren de viajeros de la línea del Sur en las proximidades de la estación de Venda do Duque.[44]
  - 20 de diciembre: descarrilamiento de un tren de mercancías de la línea del Norte en las proximidades de Pombal.[45]
  - 20 de diciembre: se produce el descarrilamiento de un tren de mercancías de la línea del Miño en el trayecto comprendido entre Nine y Oporto.[45]
- 1881
  - 22 de septiembre: un tren mixto de la línea del Sureste descarrila entre las estaciones de Moita y Pinhal Novo, sin que se produzcan daños personales.[46][47]
- 1882
  - 14 de noviembre: descarrilamiento de un tren de mercancías en la línea del Este a la altura del puente de dicha línea sobre el río Tajo.[48]
- 1883
  - 13 de enero: en la línea del Duero se produce la colisión entre un vagón escapado de la estación de Vila Meã y un tren de trabajos. El vagón escapado fue puesto en movimiento por el fuerte viento que reinaba en la zona. La colisión se produjo en las cercanías del puente de la línea sobre el río Támega. Varias unidades del tren de trabajos descarrilaron como consecuencia del choque.[49]
  - 23 de marzo: un tren de viajeros de la línea de Porto a Povoa y Famalicão descarriló al efectuar su entrada en la estación de Lacendes. No se produjeron daños personales.[50]
- 1884
  - 14 de abril: descarrilamiento de un coche del tren correo de Lisboa a Oporto debido al atropello de una res bovina. Ocurrió entre las estaciones de Fermoselha y Taveiro, en las proximidades de Coímbra.[51]
- 1885
  - 16 de enero: descarrilamiento del tren correo de la línea del Este ocurrido entre las estaciones de Crato y Chança debido al atropello de una res bovina. Del accidente se derivaron solamente daños materiales.[52]
  - 2 de marzo: el tren correo de la línea del Norte descarrila a la entrada de la estación de Torres Novas. El accidente provocó algunos heridos leves.[53]
  - 29 de octubre: el puente ferroviario internacional sobre el río Sever existente entre las estaciones fronterizas de Valencia de Alcántara y Marvão-Beira se hunde al paso del tren expreso Madrid - Lisboa. Resultan muertas tres personas y ocho heridas gravemente.[54]
- 1886
  - 29 de abril: descarrilamiento de un tren de la línea del Duero entre las estaciones de Bagauste e Covellinhas, sin daños personales.[55][56]
  - 23 de junio:  se produce el choque de dos trenes en la estación de Alhos Vedros, línea del Sur. El accidente deja treinta personas heridas.[57]
  - 8 de septiembre: el tren correo de la línea del Este descarrila al efectuar su entrada en la estación de Elvas, sin provocar víctimas.[58]
  - 23 de septiembre: un tren de viajeros descarrila en la estación de Santarém. El accidente deja solo daños materiales[59]
  - 16 de noviembre: se produce el descarrilamiento de una locomotora en la estación de Pampilhosa.[60]
  - 21 de diciembre: el tren correo de la línea del Este descarrila al efectuar su entrada en la estación de Torres Novas, sin causar víctimas[61]
- 1887
  - 6 de mayo: en Oporto descarrila un tren que transportaba piedra con destino a las obras de construcción del puerto de Leixões. Como consecuencia del accidente resultó muerto un guardafreno.[62][63]
  - 13 de julio: en el funicular de la calzada de Labra, en Lisboa, se produce un descarrilamiento a causa de un objeto colocado sobre uno de los raíles de la línea. Se producen dos heridos leves.[64]
  - 15 de septiembre: a cuatro kilómetros de la estación de Bombarral, en la línea del Oeste, se produce el choque entre dos trenes de servicio. Murió el maquinista de uno de los convoyes y dos ferroviarios más resultaron heridos.[65]
  - 23 de septiembre: Un tren de mercancías que realizaba su entrada en la estación de Setúbal choca con una composición de viajeros que se hallaba formada en la misma esperando su partida hacia Barreiro. Tres viajeros que se encontraban en el segundo tren resultaron heridos leves.[66][67]
- 1888
  - 26 de marzo: descarrila un tren de la línea de Sintra en las proximidades de dicha localidad, sin que se produzcan daños personales.[68]
  - 27 de junio: en la línea del Oeste descarrila un tren en las cercanías de Monte Real, sin consecuencias personales.[69][70]
  - 29 de junio: el tren correo de la línea del Este descarriló entre las estaciones de Castelo de Vide y Peso, sin daños personales.[70]
  - 23 de agosto: un coche cama de un tren de viajeros de la línea del Norte descarrila en la estación de Granja, sin que se produzcan daños personales.[71]
  - 19 de septiembre: descarrilamiento de un tren de viajeros de la línea del Oeste cerca de la estación de Guía.[72]
  - 18 de octubre: descarrila un tren de mercancías en la línea del Sudeste entre las estaciones de Cuba y Beja. Dieciséis vagones caen por un terraplén de cinco metros de altura. Como consecuencia del accidente seis ferroviarios resultan gravemente heridos.[73]
- 1889
  - 2 de enero: Descarrila un tren de la línea del Oeste en las proximidades de la estación de Oliveira, sin daños personales.[74]
  - 5 de enero: una locomotora descarrila en la placa giratoria de la estación de Campanhã, en Oporto.[75]
  -  6 de enero: un tren correo de la línea del Oeste descarriló entre las estaciones de Torres Vedras y Runa, sin daños personales.[76]
  - 8 de enero: Un tren rápido que realizaba el trayecto Lisboa - Oporto chocó con un tren balastero en la estación de Povoa de Santa Iría, resultando herida una persona.[77][78]
  - 14 de enero: entre las estaciones de Aveiro y Oliveira, en la línea del Norte, un expreso que cubría la relación Lisboa - Oporto chocó con dos vagones de traviesas escapados de la estación de Quintana. Una persona resultó herida.[79]
  - 14 de enero, a la altura de la estación de Benfica, en la línea de Sintra, se produce la explosión de un tubo de la caldera de una locomotora que remolcaba un tren de viajeros. La explosión provocó heridas al maquinista y al fogonero que servían la misma.[80]
  - 27 de enero: entre las estaciones de Entroncamento y Paialvo chocan dos trenes de viajeros, uno de los cuales realizaba el trayecto Lisboa - Oporto mientras el otro cubría la relación contraria. El accidente deja numerosos heridos, al menos tres de ellos graves.[81]
  - 30 de mayo: en el ferrocarril de las canteras de Sao Gens al puerto de Leixões se produce el descarrilamiento de una composición, resultando muerto un guardafrenos y heridos graves varios trabajadores que viajaban en la misma.[82]
  - 7 de junio: se produce un descarrilamiento de un tren de viajeros en la línea de Sintra, resultando del accidente varios heridos.[83]
  - 30 de julio: en la estación de Sacavém se produce el descarrilamiento de un tren que desde Lisboa se dirigía a la frontera española.[84]
  - 21 de agosto: se produce un choque cerca de la estación de Xábregas entre un tren de viajeros que se dirigía a Figueira da Foz y un tren de servicio. El accidente se salda con dos heridos.[85]
  - ¿? de ¿septiembre?: un tren expreso que se dirigía a Lisboa chocó con un tren correo detenido en la estación de Chão de Maçãs, produciéndose varios heridos leves.[86]
  - 17 de septiembre: dos vagones de un tren de mercancías descarrilan en las cercanías del puente de Asseca, en la línea del Norte[87]
  - 6 de octubre: un tren de pasajeros de la línea de Sintra descarrila en las proximidades de Cacém debido a la rotura de un rail defectuoso. Como consecuencia del accidente setenta personas resulta con heridas leves.[88]
  - 7 de octubre: en la estación de Carregado, línea del Norte, se produce el choque de dos trenes de viajeros debido a una falsa maniobra de cambio de agujas. Varias personas resultan heridas levemente.[89]
  - 11 de octubre: un convoy de viajeros de la línea del Norte descarrila entre las estaciones de Santa Anna y Santarém.[90]
  - 25 de octubre: el tren correo del Algarve desacrrila entre las estaciones de Salvia y São Marcos da Serra. Aunque el descarrilamiento afectó a la totalidad de las unidades que formaban el convoy no se produjeron daños personales.[91]
- 1890
  - 3 de enero: El descarrilamiento de un tren de viajeros que realizaba el trayecto de Lisboa a Oporto entre las estaciones de Vermoil y Albergaria dos Doze deja un balance de tres muertos y treinta heridos.[92][93]
  - 7 de enero: Descarrilamiento en la línea de Cascais de un tren que transportaba piedra con destino a obras que se ejecutaban en el puerto de Lisboa. Un guardafrenos resultó herido.[94]
  - 28 de enero: se produce el descarrilamiento de un tren de mercancías que efectuaba su salida de la estación de Santa Apolonia, en Lisboa. El accidente arroja solamente daños materiales.[95]
  - 7 de febrero: en la estación de Espinho se produce el descarrilamiento de un tren rápido de que  de Oporto se dirigía a Lisboa, sin que se produzcan daños personales.[96]
  - 5 de marzo: descarrilamiento de la locomotora del tren correo de la línea de Oeste en la estación de Monte Redondo, sin víctimas.[97]
  - 15 de marzo: el tren correo del Algarve descarrila entre las estaciones de Sabóia y São Marcos da Serra, sin causar víctimas.[98]
  - 20 de marzo: descarrilamiento de un vagón de un tren de servicio en la línea del Duero entre las estaciones de Caidé y Vila Meã. El vagón se encarriló solo tras recorrer una distancia de 1600 metros, causando diversos daños en la plataforma de la vía.[99]
  - ¿? de ¿junio?: un tren balastero descarrila en el ramal en construcción de Santa Comba do Dão a Viseu en las proximidades de Sabugosa. Una veintena de trabajadores que viajaban en el convoy resultan heridos, algunos gravemente.[100]
  - 24 de junio: un tren de viajeros descarrila en la línea de Cascais, sin daños personales.[101]
  - 3 de agosto: Un tren de viajeros choca en la estación de Cacém con dos locomotoras que se hallaban aparcadas en la misma. Varias personas resultan heridas.[102]
  - ¿25? de septiembre: dos trenes de la línea de Cascais chocan en el apeadero de Dafundo.[103]
  - 6 de octubre: el tren correo de Figueira da Foz a Lisboa descarrila en las proximidades de Torres Vedras, sin que se produzcan daños personales.[104]
- 1891 
  - 4 de enero: un tren de viajeros descarrila al efectuar su salida de la estación de Santa Apolonia, en Lisboa, sin que se produzcan daños personales.[105]
  - 5 de enero: El tren correo de Lisboa a Badajoz descarrila entre Elvas y esta última ciudad. El maquinista de la composición resultó herido.[106]
  - 25 de marzo: un tren de viajeros descarrila en la línea del Algarve entre las estaciones de Sabóia-Monchique y São Marcos da Serra, sin daños personales.[107]
  - 2 de junio: un tren de viajeros de la línea del Duero descarriló entre las estaciones de Covellinhas y Ferrão, produciéndose varios heridos.[108]
  - 14 de septiembre: descarrila el tren correo de la línea de la Beira Baixa.[109]
  - ¿28? de septiembre: dos trenes chocan en un punto indeterminado de la línea del Este. Se producen ocho heridos.[110][111]
  - ¿28? de septiembre: Se produce el choque de dos trenes en la estación de Praia do Ribatejo con el balance de dos heridos.[111][112]
  - ¿28? de octubre: el tren correo procedente de Badajoz descarrila cerca de Lisboa, saldándose el accidente con varios heridos.[113]
  - 30 de octubre: un tren procedente de Oporto descarrila en la línea de circunvalación de Lisboa. El accidente arroja un saldo de varios heridos.[114]
  - 5 de noviembre: Dos trenes chocan en la estación de Famalicão, línea del Miño, resultando heridas varias personas.[115]
- 1892
  - 23 de marzo: en la línea del Algarve se produce el choque entre un tren de viajeros y otro de obreros entre las estaciones de Oliveira y Saboia. Se producen varios heridos.[116]
  - 30 de marzo: se produce un descarrilamiento en la línea de la Beira Baixa.[117]
  - 16 de septiembre: el descarrilamiento de un tren de servicio en la línea de Torres Novas a Alcanena se salda con la muerte de nueve personas y otras ocho heridas.[118]
  - 22 de septiembre: en la línea del Oeste descarrila un convoy de viajeros entre las estaciones de Dois Portos y Pero Negro. El accidente deja un muerto y varios heridos.[119][120]
  - 5 de noviembre: los trenes correo de las líneas del Norte y el Este chocan en la estación de Entroncamento a causa de un falso cambio de agujas. A consecuencia del accidente se produce una decena de heridos leves.[121][122]
- 1893
  - 14 de febrero: el tren expreso procedente de Madrid descarrila en las cercanías de Lisboa. El accidente se salda únicamente con daños materiales.[123][124]
- 1894
  - 14 de julio:. Dos trenes chocan en la estación de Campolide, en las cercanías de Lisboa. No se producen víctimas personales aunque sí daños en ambos convoyes[125]
- 1895
  - 30 de abril: dos trenes chocan en la estación de Mafra. Seis personas resultan heridas.[126][127]
- 1896
  - 16 de enero: un tren de la línea del Túa descarrila cerca de la estación de Frechal sin que se produzcan víctimas.[128]
- 1897
  - 5 de enero: en Oporto dos trenes chocan en el túnel de acceso a la estación de São Bento, produciéndose varios heridos e importantes daños materiales en los convoyes siniestrados.[129][130]
  - 7 de febrero: varias personas resultan heridas en un choque de trenes ocurrido en la estación de Sacavém.[131]
  - 13 de abril: se produce el choque de dos trenes en la estación de Ermesinde, con el balance de treinta heridos.[132]
  - ¿3? de noviembre: se produce un descarrilamiento en la línea del Oeste entre las estaciones de Leiría y Marinha Grande. El accidente se salda solamente con daños materiales.[133]
- 1898
  - 13 de mayo: en Lisboa descarrila un tranvía de sangre, sin daños personales.[134]
- 1899 
  - ¿? de ¿abril?: en la estación de Coímbra B un tren procedente de Coímbra A choca con otro que se hallaba detenido en la primera. Se produce un herido leve.[135]
  - 9 de julio: dos trenes chocan frontalmente en la estación de Braço de Prata, ubicada en las cercanías de Lisboa y perteneciente a la línea del Norte. Muere una persona y varias más resultan heridas.[136]
  - ¿29? de agosto: el choque de dos tranvías en Oporto deja un muerto y varios heridos.[137]
  - 1 de octubre: un descarrilamiento ocurrido cerca de la estación de Pero Negro, en la línea del Oeste, se salda con la muerte de dos personas y varias más heridas.[138]
  - 4 de noviembre: el choque de dos trenes en la línea del Algarve deja varios heridos leves.[139]

### SigloXX
- 1900
  - 9 de octubre: Un tren de viajeros descarrila en la línea del Duero cerca de Juncal. Se producen varios heridos, dos de ellos graves.[140]
- 1901
  - 9 de septiembre: se hunde al paso de un tren mixto el puente denominado dos galos (de los gallos), situado en la línea del Alentejo, entre las estaciones de Alcazobas y Casa Branca. Mueren tres personas y cuatro resultan heridas.[141]
- 1902
  - Enero: en la estación de Casa Branca un incendio de grandes proporciones destruyó una considerable cantidad de mercancías y dañó varias infraestructuras, incluyendo el edificio de pasajeros.[142]
  - 6 de julio: en la línea de la Beira Baixa se produce el descarrilamiento de un tren de viajeros cerca de la localidad de Belmonte. Murieron dos personas y una veintena resultaron heridas.[143]
  - 17 de octubre: se produce el choque de dos convoyes cerca de la estación de Cacém, en la línea de Sintra, con el resultado de dos muertos y numerosos heridos.[144][145]
- 1903
  - 4 de septiembre: En la estación de Coímbra B se produce el choque entre el correo que de Lisboa se dirigía a Oporto con un tren rápido que realizaba el trayecto contrario. Se producen varios heridos.[146]
  - 21 de noviembre: Se produce un descarrilamiento en las cercanías de la estación de Belém, línea de Cascais, con el resultado de tres heridos graves.[147]
- 1907
  - 25 de mayo: en las cercanías de Sabóia, en la Línea del Sur, un descarrilamiento provoca siete muertos y veintiún heridos.[148]
- 1909
  - 25 de septiembre: Se produce el choque de dos trenes de mercancías en la línea del Duero, resultando heridos dos ferroviarios.[149]
  - 17 de noviembre: El Sudexpreso descarrila entren las estaciones de Pinhel y Guarda, resultando heridos leves los dos miembros de la pareja de conducción de la locomotora que remolcaba el convoy.[150]
- 1910
  - 19 de septiembre: En la estación de Senhora da Hora, próxima a Oporto, un tren de recreo que transportaba 400 viajeros que venían de celebrar una romería descarrila a causa de un doble cambio. Se producen al menos 70 heridos, la mayoría leves.[151]
  - 11 de noviembre: El correo de Lisboa a Madrid choca en la estación de Assumar con otro tren que circulaba en sentido contrario. Como consecuencia del accidente se produce un número indeterminado de heridos.[152]
  - 22 de noviembre: un tren arrolla a siete trabajadores que estaban realizando trabajos de mantenimiento de las vías en el túnel de acceso a la estación de Rossio, en Lisboa. Dos de ellos murieron en el acto y los otros cinco sufrieron heridas graves.[153]
  - 17 de diciembre: En Oporto el descarrilamiento de un tranvía provoca un muerto y veinticinco heridos, siete de ellos graves[154][155]
- 1911
  - 24 de marzo: Se produce un descarrilamiento en la Línea del Corgo entre las estaciones de Avelledas y Vila-Real. Mueren el interventor del convoy y una pasajera y resultan varios heridos.[156][157]
  - 11 de septiembre: Descarrila un tren mixto en la línea del Duero entre las estaciones de Vargelas y Vesuvio debido al arrollamiento de una piedra desprendida sobre la vía debido a una fuerte lluvia. Se producen tres muertos y varios heridos, dos de ellos graves.[158][159][160]
  - 10 de diciembre: En Oporto un tranvía cae al río Duero tras descarrilar en la zona del muelle de Massarelos. Mueren quince personas y cuarenta resultan heridas.[161][162][163]
- 1912
  - 15 de enero: dos trenes mixtos que circulaban por la línea del Duero chocan entre las estaciones de Ermesinde y Valongo. Cinco ferroviarios resultan heridos.[164]
  - 7 de marzo: un nuevo choque de dos trenes ocurrido en la línea del Duero entre las estaciones de Ermesinde y Valongo se salda con un balance de un muerto y nueve heridos.[165]
- 1916
  - 20 de febrero: El tren correo de la línea del Duero descarrila cerca de Caidé como consecuencia de haber colisionado con los materiales caídos sobre la vía que se desprendieron de la pared de un talud a causa de la lluvia. Se producen quince heridos.[166]
  - 12 de marzo: Cerca de la estación de Aregos, en la línea del Duero, un tren mixto descarriló tras arrollar una piedra de gran tamaño desprendida sobre la vía. Resultó muerto el conductor del tren y se produjeron varios heridos, cuatro de ellos graves.[167]
  - 29 de octubre: Se produce el descarrilamiento de un tren de mercancías en la línea de Setil a Vendas Novas, entre las estaciones de Quinta Grande y São Torcato. Al menos murió el maquinista de la locomotora del convoy y se produjeron varios heridos entre la dotación del mismo.[168][169]
- 1917
  - 26 de julio: un tren de viajeros que de Oporto se dirigía a Lisboa choca con otro de mercancías cerca de la estación de Pombal. Muere una persona y otras seis resultan heridas.[170]
- 1918
  - 30 de julio: se produce un choque de trenes en la línea del Norte ente Lisboa y Entroncamento, con el resultado de varios heridos[171]
  - 30 de julio: el descarrilamiento de un tren en Casével, línea del Algarve, se salda con varios heridos[171]
  - 31 de agosto: el descarrilamiento de un tren de mercancías en las proximidades de Santarem ocasiona la muerte de un ferroviario y heridas a varios otros.[172]
  - 7 de septiembre: el choque de dos trenes en el túnel de entrada a la estación portuense de São Bento provoca nueve heridos.[173][174]
  - 18 de septiembre: Dos trenes de viajeros que procedían respectivamente de Lisboa y Oporto chocan en la estación de Lamarosa, en la línea del Norte. El accidente provocó un elevado número de heridos, ente ellos dos ferroviarios.[175][176]
  - 21 de septiembre: dos trenes chocan en las cercanías de Beja produciéndose algunos heridos leves.[177]
- 1919
  - ¿3? de junio: Descarrila un tren de pasajeros entre Moita y Alhos Vedros. Muere el maquinista del convoy y resultan heridos gravemente tres pasajeros.[178]
  - 10 de julio: un tren de viajeros descarrila entre las estaciones de Alfarelos y Vila Nova de Ancos, resultando heridas once personas. El accidente se atribuyó a un sabotaje.[179]
  - 7 de septiembre: Un tren correo descarrila en la estación portuense de Campanhã. El accidente deja como balance varias personas heridas.[180]

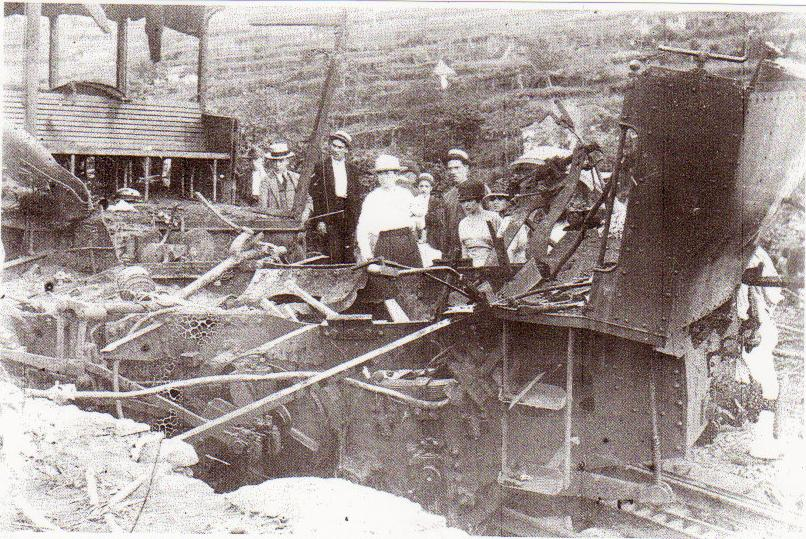
Restos del tren después la explosión de 1919

  - Restos del tren después la explosión de 191910 de septiembre: en la isla de Madeira explota la caldera de una de las locomotoras a vapor del ferrocarril del Monte, provocando cuatro muertos y varios heridos.[181]
- 1920
  - ¿6? de julio: Descarrilamiento de un tren en la línea del Corgo entre las estaciones de Fortunho y Abambres, cerca de Vila-Real. El accidente causa dos muertos y varios heridos graves.[182]
  - 31 de octubre: se produce un descarrilamiento en las proximidades de Mafra. Tres ferroviarios resultaron heridos graves.[183]
  - 3 de noviembre: A su llegada a Oporto, un tren rápido procedente de Lisboa choca con la topera final de vía de la estación de São Bento. Resultan heridas varias personas.[184]
  - 22 de diciembre: Un choque de un tren de viajeros con otro de mercancías ocurrido en la estación de Entroncamento deja varios heridos.[185]
- 1921
  - 10 de junio: entre las estaciones de Cabo Ruivo y Olivais, en Lisboa, se produce el choque entre un tren de viajeros y otro de mercancías. Dos personas murieron y una treintena resultaron heridas.[186]
  - 13 de septiembre: Descarrilamiento del rápido Medina del Campo - Lisboa en la estación de Pampilhosa. Un viajero del convoy resultó herido leve.[187]
  - 9 de noviembre: Un atentado terrorista provoca el descarrilamiento de una composición proveniente del Algarve en la Estación de Figueirinha, en la Línea del Alentejo, provocando nueve muertos y cerca de noventa heridos.[188][189]
  - 11 de diciembre: se produce un descarrilamiento de un tren de mercancías en la línea del Corgo cerca de la estación de Nuzedo, con el resultado de un muerto y un herido grave. La fuente consultada cita como probable causa del accidente un sabotaje[190][191]
- 1922
  - ¿22? de junio: el choque de dos trenes en la estación de Espinho, en la línea del Norte, se salda con un muerto y un herido.[192]
  - 10 de septiembre: el tren correo de Figueira da Foz a Lisboa se corta en dos durante en ascenso de una rampa en las proximidades de la estación de Sabugo, línea del Oeste, al romperse uno de los enganches de la composición. Doce coches escapan rampa abajo, pudiendo ser detenidos por el interventor del convoy y varios pasajeros empleando los frenos de mano de las unidades escapadas. Se producen varios heridos al saltar en marcha de los vagones escapados.[193][194]
  - 20 de septiembre: Un tren choca con una locomotora en maniobras en la estación de Braço de Prata, resultando heridos dos ferroviarios.[195]
- 1923
  - 2 de enero: En la estación de Estremoz un tren de mercancías que realizaba su entrada chocó con otro de viajeros que se hallaba detenido en la misma. Se produjeron varios heridos.[196]
  - 6 de enero: el tren rápido de Viana do Castelo a Oporto descarrila en la línea del Miño en un punto indeterminado situado entre las estaciones de Darque y Barrosselas. Resultaron heridos el maquinista y el fogonero de la locomotora que encabezaba la composición.[197]
  - 8 de abril: se produce un choque de trenes cerca de Braga con varias víctimas.[198]
  - 25 de abril: el choque de un tren de viajeros de la compañía de Minho-Douro con un vagón de mercancías se salda con varios muertos y un número elevado de heridos.[199]
  - 22 de mayo: En Braga uno de los coches del funicular que asciende al santuario del Bom Jesus se despeña debido a la rotura del cable de tracción del sistema. Mueren seis personas y una treintena resultan heridas.[200]
  - 18 de junio: Un tren expreso procedente de Lagos descarrila en la estación de Loule, produciéndose algunos daños personales.[201]
  - ¿11? de julio: Cinco niños mueren al ser arrollados por el tren expreso del Algarve.[202]
  - 27 de julio: El choque de dos trenes de viajeros en la estación de Povoa de Varzim provoca un número elevado de heridos.[203]
  - 17 de septiembre: Dos trenes chocan en la estación de Coímbra B con el resultado de varios muertos y numerosos heridos.[204]
  - 24 de octubre: el tren correo que desde Lisboa se dirigía a Oporto chocó con un tren de mercancías en un punto indeterminado de la línea del Norte situado entre Aveiro y Pampilhosa. Se produjeron tres heridos.[205]
  - 12 de noviembre: en la estación de Barreiro un tren procedente del Algarve chocó con una locomotora que efectuaba maniobras. Varios ferroviarios resultaron heridos.[206]
- 1924
  - 15 de enero: se produce el descarrilamiento de un tren ómnibus de Sintra a Lisboa; en su trayectoria fuera de la vía arrolla una casilla en la que se encontraban dos personas, las cuales murieron a consecuencia del accidente.[207][208]
  - 14 de agosto: Se produce la catástrofe de Lamarosa, al chocar una locomotora fuera de control con el tren correo número 4 que efectuaba el trayecto Oporto - Lisboa. La locomotora que chocó con el correo se había desprendido del tren expreso Lisboa - Madrid entre las estaciones de Mato de Miranda y Torres Novas, a consecuencia de la rotura del enganche con su ténder. Debido a que a dicha locomotora se le había dado una gran presión para posibilitar la subida del tren por una fuerte rampa, la misma escapó a una gran velocidad línea adelante, sin personal que la pudiese gobernar, atravesando a toda velocidad la estación de empalme de Entroncamento y tomando allí la vía hacia Oporto, donde fue a colisionar cerca de la estación de Lamarosa con el tren correo a una velocidad que se estima cercana a los 140 kilómetros por hora. Tras la colisión se produjo el incendio de parte del tren correo. Al menos murieron diez personas, desconociéndose la cifra exacta de víctimas mortales; se produjeron además decenas de heridos.[209][210][211][212][213][214][215]
  - 19 de agosto: el choque de dos trenes en la línea de Lisboa a Cascais se salda con seis muertos y un importante número de heridos.[216]
  - 19 de septiembre: Un tren ómnibus choca con otro de mercancías en la línea del Duero a la salida del túnel de Don Luis, proximidades de la estación de Caíde, con el resultado de trece personas heridas, tres de ellas gravemente.[217][218]
- 1926
  - 24 de abril: en la estación portuense de Campanhã se produce el choque entre un corte de vagones desprendidos de un tren de mercancías y una locomotora. Se producen varios heridos, tres de ellos graves.[219]
- 1928
  - 23 de enero: Descarrila un tren rápido en la estación de Contumil. Resultan muertas dos personas y varias más heridas.[220]
  - 27 de febrero: en Oporto se produce un incendio que destruye los talleres y cocheras de la Compañía Carris de Ferro de Porto situados en el barrio de la Boavista. Sesenta tranvías quedan reducidos a cenizas.[221]
  - 11 de abril: en tren mixto con destino a Lisboa descarrila en la línea del Algarve con el resultado de numerosos heridos.[222]
  - 12 de mayo: Un tren de viajeros descarrila en la línea del Túa cerca de Mirandela tras arrollar una piedra desprendida que cayó sobre la vía. Parte de la composición cayó al río Túa. Se produjo al menos un muerto y probablemente numerosos heridos entre los pasajeros.[223][224]
  - 11 de agosto: Un automóvil es arrollado por un tren cerca de la estación de Curia, en el municipio de Anadia. Los cinco ocupantes del vehículo arrollado resultaron muertos.[225]
- 1929
  - 11 de enero: Tres pasajeros resultan heridos leves en Lisboa como consecuencia del descarrilamiento de un tren procedente de la línea del Norte cuando efectuaba su entrada en la estación de Santa Apolónia[226]
  - 2 de septiembre: Catorce personas heridas es el balance de un choque de trenes en la línea de Cascais.[227]
  - 20 de septiembre: El tren correo de la línea del Sabor descarrila en las proximidades de la estación de Moncorvo. Los dos miembros de la pareja de conducción de la locomotora que traccionaba el convoy sufren heridas graves.[228]
- 1930
  - 24 de agosto: En la línea Coímbra - Serpins (Ramal de la Lousa) el descarrilamiento de un convoy de viajeros deja como resultado una treintena de heridos, seis de ellos de gravedad.[229][230]
- 1932
  - 11 de enero: En la isla de Madeira, una de las composiciones del Comboi do Monte descarrila y cae a una ribera, debido a un fallo en el freno, en la zona del Terreiro da Loita; el accidente provocó la muerte del maquinista y heridas en los funcionarios, no circulando, en ese momento, ningún pasajero en la composición.[181]
- 1933
  - 24 de agosto: El arrollamiento de una camioneta por un convoy en las cercanías de Ceira, en el ramal de la Lousã, se salda con cinco personas muertas y veinte heridas.[231]
- 1934
  - 12 de julio: el rápido Madrid - Lisboa descarrila entre las estaciones de Castelo de Vide y Marvão, en el ramal de Cáceres. Se producen catorce heridos, cuatro de ellos graves.[232][233]
- 1936
  - 13 de julio: Un tren de viajeros descarrila en Paço Vieira, en la línea de vía estrecha entre Guimarães y Fafe. Resultan heridas una veintena de personas.[234]
- 1938
  - 2 de mayo: En Viana do Castelo un camión que transportaba a unas cuarenta personas que regresaban a sus lugares de origen tras celebrar la festividad del trabajo en la citada localidad es arrollada en un paso a nivel por un tren de mercancías con el resultado de veintiocho muertos y al menos una decena de heridos.[235]
- 1940
  - 5 de enero: Un deslizamiento de tierras en el kilómetro 115,47 de la Línea del Duero provocó el descarrilamiento de una composición de pasajeros entre las Estaciones de Porto-São Bento y Túa; la locomotora a vapor, con el número 248, y el respectivo tender cayeron al Río Duero, tanto el maquinista como el encargado de la caldera, que operaban la locomotora, murieron en este accidente. El tender nunca fue encontrado, pero la locomotora fue restaurada en los talleres de la Estación de Campanhã, y colocada, como monumento, junto al Depósito de Contumil.[236][237]
- 1941
  - 27 de agosto: Un tren choca contra el andén final de vía de la estación de Senhora da Hora, perteneciente a la red suburbana de Oporto. El accidente deja más de setenta heridos.[238]
- 1942
  - 4 de agosto: Cerca de la estación de Vila Real un accidente provoca la muerte de un ferroviario y heridas a un número indeterminado de personas.[239]
- 1943
  - 14 de abril: A la salida de la estación de Mirandela, Línea del Túa, se produce una explosión en un coche de tercera clase del tren correo que realizaba el trayecto entre Túa y Braganza. Como consecuencia murieron ocho personas y otras siete resultaron heridas.[240][241]
- 1947
  - 10 de abril: En la estación de Crato se produce un choque entre un tren rápido especial Sevilla - Lisboa y un tren de mercancías. Una persona murió y otras cinco resultaron heridas, dos de ellas de gravedad.[242]
  - 10 de abril: Cerca de Rodão, línea de la Beira Baixa, se produce el descarrilamiento de una composición de mercancías, resultando heridos los dos miembros de la pareja de conducción del tren[242]
  - 16 de agosto: Dieciséis muertos y ochenta heridos es el balance de un descarrilamiento ocurrido en las proximidades de Vila Franca de Xira.[243][244]
- 1949
  - 26 de septiembre: En el túnel de acceso a la estación de Rossio, en Lisboa, un tren arrolla a varios miembros de una brigada de vía y obras compuesta por ciento veinte obreros que se encontraban realizando labores de mantenimiento en las vías. Cuatro resultaron muertos y varios más heridos.[245]
- 1951
  - 26 de enero: un convoy procedente de Cascais choca a la entrada de la estación de Cais do Sodré con una composición en maniobras. El accidente deja un muerto y cincuenta heridos.[246]
  - 19 de octubre: el choque de dos trenes en la estación de Caxarias deja un muerto y cinco heridos.[247]
- 1952
  - 06 de marzo: En la estación de Rossio de Lisboa se produce el choque entre un tren de viajeros y otra composición vacía en maniobras, produciéndose cincuenta heridos leves.[248]
  - 31 de marzo: Tragedia de Gibalta - Un corrimiento de tierras sobre la vía, junto al Faro de Gibalta, provoca el descarrilamiento de una composición en la Línea de Cascais, habiendo diez muertos y treinta y ocho heridos.[249]
  - 14 de junio: un tren correo procedente de Lisboa choca con una locomotora que realizaba maniobras en la estación de Campanha, en Oporto, debido a un error de cambio de agujas, produciéndose varios heridos.[250]
- 1954
  - 31 de enero: Un accidente ferroviario en la línea de vía estrecha de Oporto a Guimaraes y Fafe se salda con dos muertos y diez heridos[251]
  - 20 de junio: Arrollamiento de una furgoneta por un automotor en la línea del Túa cerca de la localidad de Mirandela. Se producen dos muertos y veintiséis heridos.[252]
  - 13 de septiembre: Desastre del Rápido del Algarve - Una composición de pasajeros, en servicio Rápido,[253] procedente de Vila Real de Santo António descarrila entre el apeadero de las Pereiras y la estación de Santa Clara – Sabóia, en la Línea del Sur; el accidente provocó treinta y cuatro muertos e igual número de heridos.[254][255]
- 1955
  - 28 de febrero: Un tren de viajeros descarrila en el ramal de la Lousã tras chocar con los materiales desprendidos del talud de una trinchera. Resultó herido el maquinista de la locomotora de la composición[256]
- 1956
  - 20 de mayo: En la estación de Carregado se produce el choque entre un tren de viajeros y varios vagones de un tren de mercancías que habían descarrilado. A causa del accidente mueren dos agentes ferroviarios y ocho personas más resultan heridas.[257][258]
- 1957
  - 6 de septiembre: En la estación de Vila Franca de Xira descarrila el tren expreso Madrid - Lisboa, con el balance de cinco personas heridas.[259]
- 1958
  - ¿24? de diciembre: la colisión de dos trenes cerca de Grândola causa heridas a 15 personas.[260]
- 1959
  - 10 de enero: En la estación de Pinhal Novo se produce el choque ente un tren de mercancías y un automotor. El balance de víctimas asciende a veinticuatro heridos.[261][262]
  - 11 de enero: Se produce un nuevo choque en la estación de Pinhal Novo, esta vez entre un tren de pasajeros procedente de Setúbal y un corte de vagones en maniobras. El accidente deja un saldo de cerca de cincuenta heridos.[261]
  - 16 de enero: El choque de un corte de vagones escapado con un convoy que se hallaba detenido en la estación de Mosteirô, en la línea del Duero, dejó como balance un ferroviario muerto y otro herido muy grave.[263]
  - 17 de enero: Descarrilan seis vagones de un tren de mercancías entre las estaciones de Tralhao y Brunheda, en la línea del Túa. Uno de los vagones descarrilados cayó desde un barranco al río Túa, provocando la muerte del guardafrenos que viajaba en el mismo.[264]
  - 24 de septiembre: Chocan dos trenes de viajeros en la estación de São Domingos de Benfica, en la línea suburbana Lisboa - Sintra, con el balance de más de una veintena de heridos.[265]
  - 5 de diciembre: El maquinista y el fogonero de la locomotora que remolcaba un tren de mercancías que de Entroncamento se dirigía a Vilanova de Gaia resultaron muertos al hacer explosión la caldera de la primera. El accidente se produjo cuando el tren circulaba entre las estaciones de Caxarias y Albegaría dos Doze, en la línea del Norte.[266]
- 1960
  - 23 de agosto: Un tren de pasajeros que cubría la relación Coímbra - Serpins (Línea de Lousã) arrolla una camioneta en un paso a nivel situado junto al puente por el que la línea férrea salva el río Ceira, junto a la localidad de igual nombre; como consecuencia del arrollamiento la máquina diésel y el coche que formaban la composición caen por un terraplén hasta el citado río. A causa del accidente mueren el maquinista y un viajero del convoy y una treintena más de pasajeros del mismo resultan heridos, varios de ellos gravemente.[267]
- 1962
  - 12 de marzo: El choque de dos trenes de mercancías en Esmoriz se salda con la muerte de un ferroviario.[268]
  - 19 de septiembre Una vagoneta cae por un terraplén con el resulado de dos muertos y varios heridos[269]
  - ¿28? de septiembre: El Iberia Expreso choca en Entroncamento con otra composición que se hallaba detenida en la citada estación. Como consecuencia más de cincuenta personas sufrieron heridas leves.[270]
  - 31 de octubre: Un corte de vagones que se desprendió de un tren de mercancías que circulaba por la línea del Miño chocó con el Correo de Lisboa a Oporto a la entrada de la estación Portuense de Campanhã. El accidente se saldó con una veintena de heridos, dos de ellos en estado grave[271]
- 1963
  - 5 de enero: Un tren correo procedente de Oporto y un tren de mercancías colisionan en la estación de Alhandra, a quince kilómetros de Lisboa. Del accidente resultan dos muertos y un herido grave.[272]
  - 28 de mayo: Desastre de Cais do Sodré - La cubierta de cemento de las plataformas de la Estación de Cais do Sodré se desploma, provocando cuarenta y nueve muertos y varias decenas de heridos.[273]
  - 25 de junio: El choque de un tren de pasajeros con un mercancías que se hallaba detenido en la estación de São Domingos de Benfica (Línea de Sintra, deja como balance seis muertos y una treintena de heridos[274]
- 1964

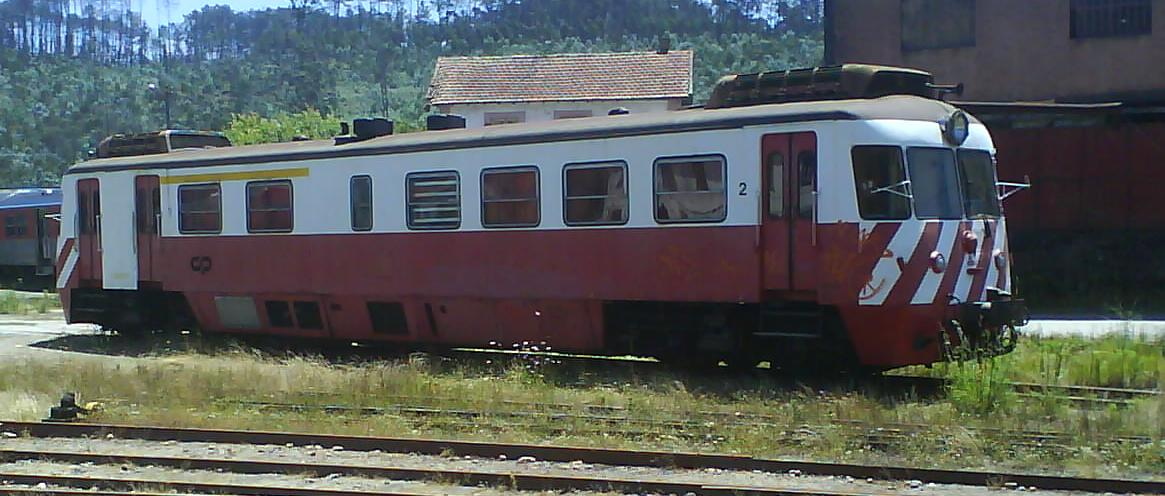
Automotor de la Serie 9300.

  - Automotor de la Serie 9300.26 de julio: Desastre Ferroviario de Custóias - En la Línea de Porto a Póvoa y Famalicão, la unidad de cola de una doble composición de automotores serie 9300 de los Caminhos de Ferro Portugueses se desengancha de la unidad de cabeza, descarrilando y colisionando con un puente. Este accidente fue provocado por el exceso de peso debido a sobrecarga, aunque también se apuntó a un posible exceso de velocidad como causa. De este accidente resultaron entre noventa y una y ciento dos víctimas mortales.[275][276]
  - 3 de agosto: En la estación de Santarem se produce el choque de una locomotora que circulaba aislada con una unidad eléctrica que se hallaba detenida en la misma. Resultan heridas unas cuarenta personas.[277]
- 1965
  - 22 de agosto: dos trenes de viajeros chocaron en la estación de Vale de Santarem con el balance de dieciséis heridos[278]
  - 20 de diciembre: Un tren de pasajeros y uno de mercancías chocan en la línea de Sintra, entre las estaciones de Portela de Sintra y Algueirão. El accidente se salda con veintitrés muertos y una treintena de heridos.[279][280]
  - 20 de diciembre: Un tren regional que realizaba el servicio Entroncamento - Elvas chocó con un tren especial de emigrantes que se hallaba detenido en la estación de Praia do Ribatejo debido a un error de cambio de agujas. Como consecuencia del accidente resultaron heridos once viajeros de ambos trenes.[281]
- 1966
  - 20 de enero: debido a un corrimiento de la vía causado por una intensa lluvia descarrila un tren mixto en el ramal de Aveiro de la línea del Vouga entre las estaciones de Mourisca do Vouga y Águeda. La locomotora del convoy y tres coches caen por un terraplén, produciéndose tres muertes y más de treinta heridos.[282]
- 1970
  - 13 de noviembre: Un automotor que realizaba su entrada en la estación de Malveira choca con un tren de mercancías que se hallaba detenido en la misma. Se producen 23 heridos leves.[283]
  - 11 de diciembre: Diecisiete personas mueren y cincuenta resultan heridas a consecuencia del choque de dos trenes ocurrido entre las estaciones de Sacavém y Póvoa de Santa Iria.[284]
- 1971
  - 23 de mayo: un tren rápido que realizaba el trayecto Lisboa - Oporto descarriló cerca de la estación de Sacávem. El accidente causó heridas a diez personas.[285]
- 1973
  - 22 de octubre: entre las estaciones de Casa Branca y Alcazobas, línea del Sur chocan dos trenes de trabajos con el balance de cuatro muertos y cuatro heridos.[286]
- 1974
  - 24 de julio: el choque de dos trenes de mercancías en Setúbal causa la muerte a dos personas.[287]
  - 14 de agosto: El choque de dos trenes de viajeros en Azambuja causa la meurte a los maquinstas de los dos convoyes y deja además un número indeterminado de heridos.[288]
  - 27 de diciembre: El choque de dos trenes a la salida de la estación lisboeta de Santa Apolónia provoca la muerte de quince personas y heridas a otras setenta.[289]
- 1975
  - 18 de abril: En la estación de Santana-Cartaxo, cerca de Santarem, un tren rápido que de Oporto se dirigía a Lisboa choca por alcance con otra composición de viajeros que aseguraba la relación Coímbra - Lisboa,  con el resultado de dos muertos y varios heridos.[290][291]
  - 14 de septiembre: Un tranvía al que fallaron los frenos sobre una pendiente arrolló a un turismo en Lisboa, con el resultado de tres muertos y seis heridos.[292]
  - 15 de diciembre: Al menos ocho muertos y veinticinco heridos dejó como balance el choque de dos trenes de pasajeros ocurrido a corta distancia de la estación de Fornos de Algodres, en la línea de la Beira Alta.[293]
- 1976
  - 13 de agosto: El choque de dos trenes en la estación de Amadora dejó como resultado a menos cuatro muertos y cerca de cincuenta heridos.[294]
- 1977
  - 21 de septiembre: Una unidad eléctrica chocó por alcance con otra que se hallaba detenida en la línea de Cascais a la altura de la estación de Santos. Se produjeron 33 heridos leves.[295]
  - 15 de noviembre: En Lisboa un tren procedente de Oporto choca con la topera final de vía a su llegada a la estación de Santa Apolonia debido a un problema de frenado. Resultaron heridas cincuenta y nueve personas.[296]
- 1978
  - 23 de septiembre: Los seis últimos coches de los catorce que formaban la composición de un expreso que de Oporto se dirigía a Lisboa descarrilan a su paso por la estación de Taveiro, situada en la línea del Norte, a seis kilómetros al sur de Coímbra. Los coches descarrilados impactaron contra el andén principal de la estación y dos de ellos volcaron. Al menos murieron dos personas y aproximadamente un centenar resultaron heridas.[297]
- 1979
  - 8 de enero: Se produce un choque de dos trenes en la línea del Duero cerca del apeadero de Terronhas, municipio de Paredes, con el balance de tres agentes ferroviarios muertos.[298]
  - 26 de abril: A la salida de Lisboa dos convoyes de viajeros chocan por alcance en la línea de Estoril, produciéndose 14 heridos leves. El accidente vino motivado por haberse detenido en la línea la unidad que circulaba delante tras atropellar a un guardia fiscal.[299]
  - 27 de agosto: dos convoyes de viajeros chocan por alcance a la entrada de la estación de Paço de Arcos, en la línea suburbana de Cascais. El accidente deja un balance de 150 heridos, diez de ellos graves.[300]
  - 13 de septiembre: cerca de Guarda un tren arrolló a un automóvil en un paso a nivel sin barreras. Murieron las tres mujeres que ocupaban el vehículo arrollado.[301]
- 1980
  - 31 de enero: Una unidad eléctrica chocó contra un automotor sin pasaje que se hallaba detenido en la vía entre las estaciones de Amadora y Damaia, en la línea del Oeste; el accidente causó setenta heridos entre los viajeros de la unidad eléctrica.[302]
  - 17 de julio: Un choque entre el Sudexpreso Irún-Lisboa y otro tren de viajeros ocurrido entre las estaciones de Reguengos y Setil deja ocho heridos leves.[303]
- 1981
  - 24 de julio: El tren rápido Foguete entre Lisboa y Oporto choca por alcance con el Sudexpreso en las cercanías de Pombal. Como consecuencia de la colisión se producen cerca de trescientos heridos, aunque solamente cinco de gravedad.[304]
  - 12 de septiembre: Seis muertos, -dos de ellos de nacionalidad española- y varias decenas de heridos es el resultado de la colisión entre tres trenes ocurrida en la estación de Caxarias (Línea del Norte).[305]
  - 20 de noviembre: Un locomotora de maniobras que escapó sin conductor de la estación de Torre das Vargens colisionó frontalmente a tres kilómetros de dicha estación con el tren rápido Lisboa - Madrid. A consecuencia del accidente resultaron heridas levemente ocho personas.[306]
- 1982
  - 16 de febrero: Cuatro heridos es el balance del choque de dos trenes ocurrido entre las estaciones de Mealhada y Pampilhosa, línea del Norte[307]
  - 6 de julio: Se produce el descarrilamiento de un tren rápido nocturno que cubría el trayecto Oporto - Lisboa en la estación de Setil, línea del Norte. El descarrilamiento se produjo al paso por el puente sobre el río Mugem y debido al mismo caen a dicho cauce la locomotora y los tres primeros coches de los cuatro que llevaba el convoy. El accidente se produjo al parecer debido a un error de cambio de agujas debido al cual la composición tomó la línea hacia Vendas Novas en lugar de seguir por la de Lisboa, que era su itinerario previsto. Como consecuencia del accidente murieron el maquinista y el ayudante de la locomotora del convoy y cuarenta pasajeros resultaron heridos.[308]
- 1983
  - 19 de enero: un tren rápido que realizaba el servicio lisboa - Oporto chocó con una unidad eléctrica cerca de Santarem, provocando la muerte de una persona y heridas a otras ocho.[309]
- 1984
  - 26 de abril: La colisión entre un autobús y un automotor de la Serie 0600 junto a la estación de Terronhas,línea del Duero provoca diecisiete muertos y varios heridos.[310]
  - 23 de junio: Se produce el choque de dos trenes de viajeros en la estación de Almancil, cerca de Faro, resultando heridas más de treinta personas.[311]
  - 29 de junio: Un tren de mercancías procedente de Contumil chocó con un tractor de maniobras en el interior de la estación de Campanhã, en Oporto. Murieron dos ferroviarios y otros dos resultaron heridos[312]
  - 15 de julio: Se produce el choque de dos trenes a la entrada de la estación de Rossio, en Lisboa. Resultan 22 heridos leves.[313]
  - 20 de septiembre: El TER Lisboa - Madrid arrolla una camioneta entre Abrantes y Ponte de Sor. Resulta muerto el conductor del automóvil y se producen varios heridos entre los ocupantes del convoy.[314][315]
- 1985 Locomotora de la CP Serie 1400.

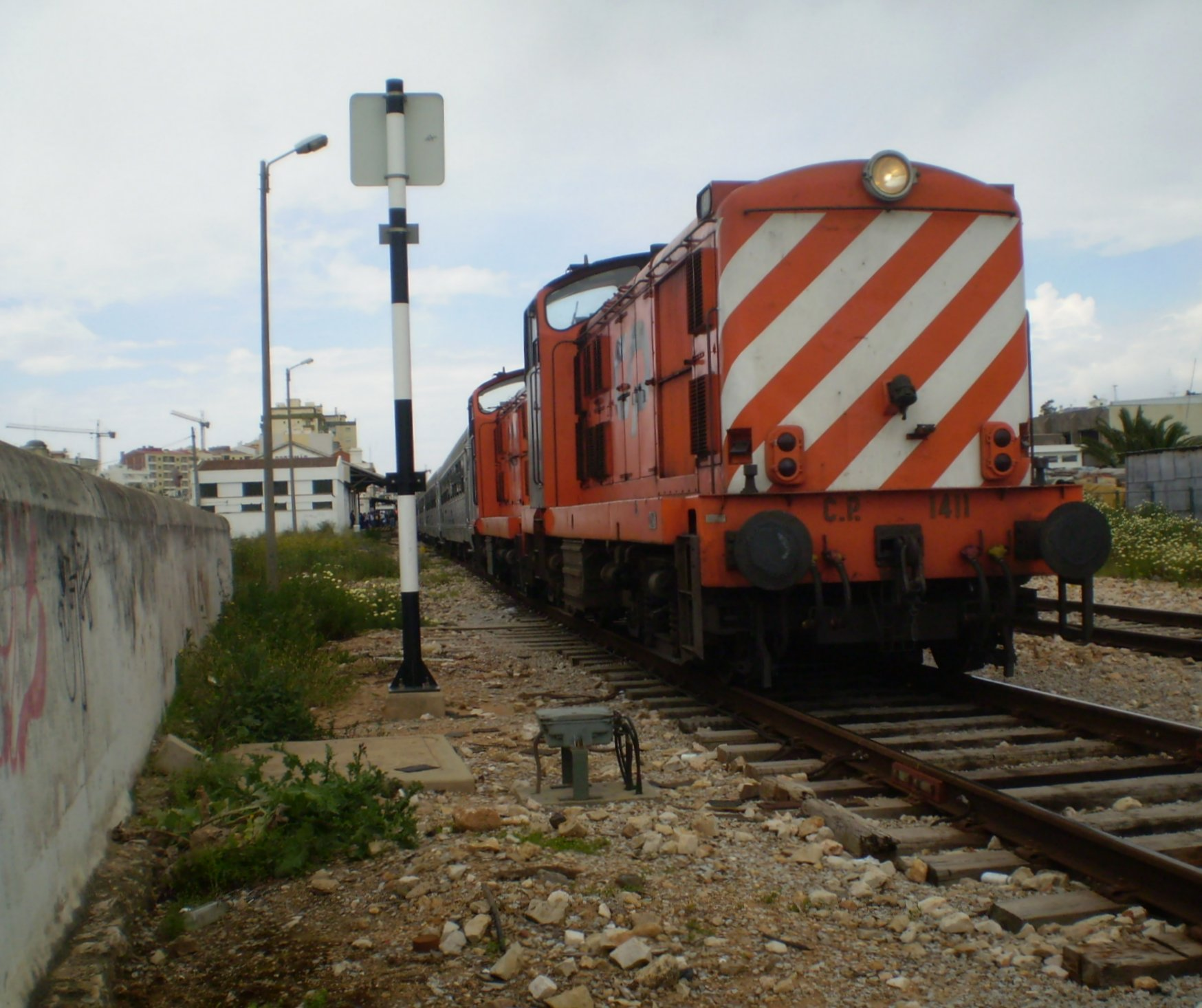
Locomotora de la CP Serie 1400.

  - 30 de abril en la estación de Cascais, una brigada de vía que reparaba una aguja es arrollada por un convoy. Mueren dos trabajadores de CP y otros dos más resultan heridos, uno de ellos en estado grave.[316]
  - 16 de mayo: chocan dos trenes de cercanías a la entrada de la estación lisboeta de Campolide. Se producen 110 heridos leves.[317]
  - 11 de julio: el arrollamiento de un camión por un tren en un paso a nivel situado entre las estaciones de Alhandra y Alverca se salda con un balance de un muerto y veinticinco heridos.[318]
  - 11 de septiembre: Desastre Ferroviario de Moimenta-Alcafache - una composición del servicio Sud Expresso, compuesta por una locomotora de la CP Serie 1960, la 1961, y varios vagones, y otra de servicio regional, compuesta por una locomotora de la CP Serie 1400, la 1439, y varios vagones, colisionan junto a la estación de Moimenta-Alcafache, en la Línea de Beira Alta; el informe oficial de la operadora Caminhos de Ferro Portugueses establece el número de muertos en cuarenta y nueve, aunque realmente fue mayor, estimándose el real en ciento trece[319][320][321]
- 1986
  - 5 de mayo: Una colisión entre dos convoyes (uno rápido y uno regional) en la estación Póvoa de Santa Iria, en la Línea del Norte, provocó diecisiete muertes y más de ochenta heridos.[322]
- 1987
  - 3 de agosto: un tren de viajeros choca por alcance con otro que estaba detenido en la vía en las cercanías de Xábregas. Se producen 17 heridos, todos ellos leves[323]
  - 4 de septiembre: dos trenes de viajeros chocan junto a la estación de Fuzeta-Moncaparacho, situada en la línea del Algarve, distrito de Faro. Resultaron muertas cinco personas y heridas otras veintiocho.[324]
- 1989
  - 20 de mayo: Una unidad eléctrica que circulaba vacía chocó con un tren de mercancías que se hallaba detenido en la estación de Santarem. Dos trabajadores de CP resultaron heridos[325]
  - 23 de octubre: Un tren de mercancías descarrila en el ramal de acceso al puerto de Leixoes cerca de la localidad de Maia, al arrollar un gran volumen de piedras desprendidas de la pared de una trinchera debido a la lluvia. El vuelco de la locomotora del convoy provoca la muerte del ayudante del maquinista y heridas a este último[326]
- 1990
  - 14 de marzo: En Pimhal Novo un automóvil es arrollado por un automotor en un paso a nivel, muriendo sus tres ocupantes.[327]
  - 28 de mayo: junto a la ya desaparecida estación de Cruz da Pedra, en la línea de Sintra, chocan dos composiciones de viajeros con el resultado de dos muertos y doscientos heridos.[328]
- 1991
  - 28 de julio: Un tren arrolló una furgoneta en un paso a nivel en la línea de la Beira Alta a la altura de la localidad de Lapa do Lobo, cerca de Nelas, con el resultado de cinco personas muertas.[329]
- 1992
  - 11 de marzo: el choque de dos trenes de pasajeros a la salida de la estación de Albergaria dos Doze, en la línea del Norte, deja como balance tres muertos y treinta y un heridos.[330]
  - 29 de diciembre junto a la estación de Braga un tren de mercancías arrolla varios automóviles tras descarrilar e invadir una calle. El accidente provocó un muerto y varios heridos entre los ocupantes de los vehículos arrollados.[331]
- 1993
  - 1 de marzo: Un automotor arrolla una furgoneta en un paso a nivel cerca de la localidad de Irivo, en la línea del Duero. Entre los ocupantes de la furgoneta resultan seis muertos y tres heridos.
  - 25 de mayo: Un tren de viajeros arrolla un camión cargado de grava en un paso a nivel situado en Santa Iria de Azóia. Como consecuencia del accidente falleció el maquinista del convoy y resultaron heridos treinta pasajeros del mismo.[332]
  - 5 de julio: Un automotor de la Línea de vía estrecha que unía Oporto con Vila Nova de Famalicão sufre un problema de frenado y a su llegada a la terminal portuense de Trindade colisiona con el andén final de la línea, invadiendo el mismo y atravesando la fachada del edificio hasta acabar en medio de la calle de acceso a la estación. Debido al accidente muere una persona y otras cinco resultan heridas.[333]
- 1994
  - 24 de enero: dos convoyes de pasajeros chocan en la estación de Praias do Sado, cerca de Setúbal. El accidente se debió a un error humano al ser introducido un tren procedente de la estación de Barreiro por la misma vía en la que el otro tren esperaba en la estación el cruce con el primer convoy. El accidente dejó dieciocho heridos, ninguno grave.[334]
  - 17 de febrero: Una furgoneta de transporte escolar resulta arrollada por un tren junto a la localidad de São Marcos da Serra, en la línea del Sur. Como consecuencia del accidente murieron el conductor de la furgoneta y cinco de los niños que viajaban en la misma, resultando heridos gravemente otros siete viajeros del vehículo arrollado.[335]
  - 30 de abril: Un tren de mercancías arrolla un camión en un paso a nivel de la línea del Oeste ubicado entre las localidades de Óbidos y Caldas da Rainha. Resultan cuatro personas muertas y otras dos heridas.[336]
  - 29 de mayo: La colisión entre un autobús y un automotor de la CP Serie 9630 en un paso a nivel en la Línea de Porto a Póvoa y Famalicão cercano a la localidad de Rates tiene como resultado cinco muertos y veintiún heridos.[337]
  - 29 de junio: en la línea de vía estrecha de Oporto a Vila Nova de Famalicão se produce un descarrilamiento en el interior de un túnel de un tren de viajeros en las cercanías de la localidad de Leça do Balio. Debido al descarrilamiento el convoy acaba chocando con la pared del túnel. Como consecuencia del accidente mueren tres personas y unas cuarenta resultan heridas. La posterior investigación del accidente concluyó que el descarrilamiento se debió a un sabotaje.[338]
  - 18 de diciembre: el arrollamiento de un taxi por un tren de pasajeros en un paso a nivel próximo a Constance, localidad del municipio de Marco de Canaveses, línea del Támega, tiene como resultado cuatro muertos.[339]
- 1997
  - 24 de abril: un tren arrolla una furgoneta de transporte escolar en la parroquia de Vila Fria, municipio de Viana do Castelo. Murieron cuatro personas y otras dos resultaron heridas[340]
  - 8 de noviembre: La colisión entre el automotor 0654 y una composición formada por una locomotora de la CP Serie 1200 y por varios vagones, junto a la estación de Estômbar-Lagoa, en la Línea del Algarve, resulta en seis muertos y catorce heridos; el maquinista de una de las composiciones había cometido varios errores graves de seguridad.[341]

### SigloXXI
- 2000
  - 11 de diciembre: Descarrila un tren en la línea del Duero, junto a la estación de Ermida. El maquinista de la locomotora que traccionaba la composición murió y hubo varios heridos.[342]
- 2002
  - 4 de abril: Dos automotores de la CP Serie 0350 colisionan junto a la localidad de Casal do Espírito Santo, en una sección de vía única del Ramal de la Lousã; de este accidente, provocado por fallo humano, resultan cinco víctimas mortales y once heridos.[343][344]
  - 2 de octubre: El arrollamiento de una furgoneta por un tren en un paso a nivel situado junto a la estación de Santos, en la línea de Cascais, provocó la muerte de las seis personas que viajaban en la primera[345]
  - 29 de noviembre: Un tren "Intercidade" que cubría la relación entre Guarda y Lisboa descarrila junto a Muxagata, localidad cercana a Fornos de Algodres, produciéndose varios heridos entre los pasajeros de la composición.[344]
- 2003
  - 14 de mayo: La colisión entre dos composiciones de mercancías en la Línea de Sines, cerca de la estación de São Bartolomeu da Serra, tiene como resultado dos muertos y dos heridos.[346][344]
  - 18 de junio: En un paso a nivel situado junto al apeadero de Bías, en la línea del Algarve, un tren arrollo a un turismo, muriendo sus tres ocupantes.[344]
  - 7 de julio: Una colisión en el Paso a Nivel de Monte da Pedra, junto a la localidad de Crato, provoca tres muertos y dos heridos graves; este paso, en la Línea del Este, no tenía señalización ni barreras, pero se encontraba en un lugar de buena visibilidad.[347][344]
- 2006

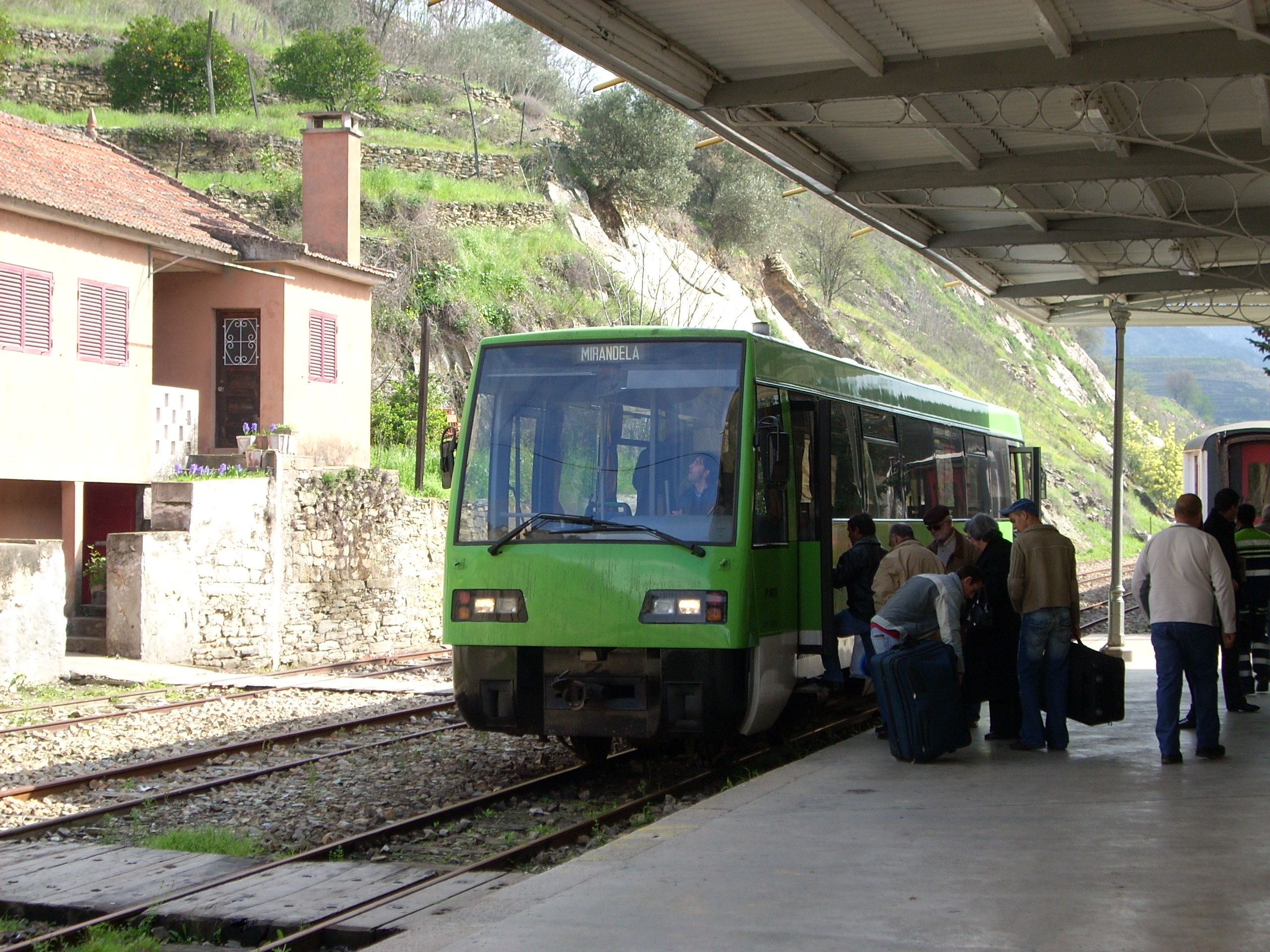
Automotor de la CP Serie 9500.

  - Automotor de la CP Serie 0450.Automotor de la CP Serie 9500.28 de octubre: La colisión entre un vehículo y un automotor de la CP Serie 0450 en un paso a nivel sin guardia junto a Leiría, en la Línea del Oeste, provoca tres muertos y un herido.[348]
- 2007

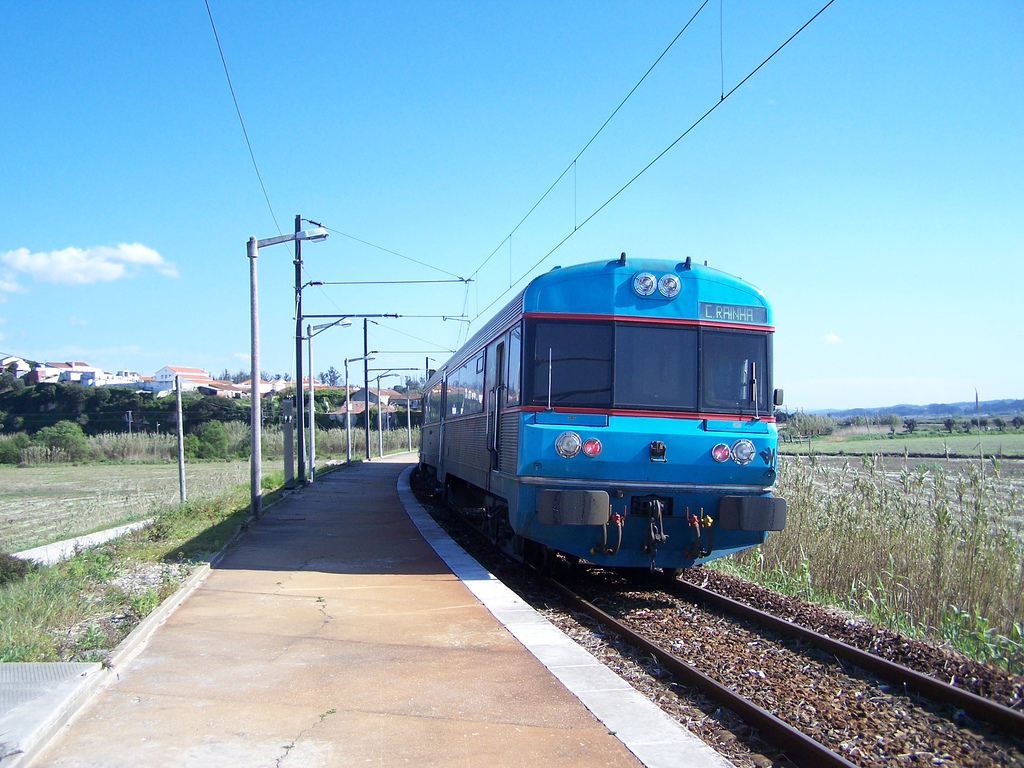
Automotor de la CP Serie 0450.

  - 12 de febrero: Un automotor de la CP Serie 9500 descarrila y cae al río en la Línea del Túa cerca de Castanheiro, resultando en tres víctimas mortales y dos heridos.[349][344]
- 2008
  - 11 de marzo: Una furgoneta de transporte de pacientes es alcanzada por una composición en un paso a nivel en la localidad de Montijos, en Leiría, provocando la muerte de cuatro personas.[347]
  - 4 de mayo: una composición del Metro de Porto descarriló después de una colisión con un automóvil en una rotonda junto al Hospital Pedro Hispano, en Matosinhos, provocando catorce heridos leves.[350]
  - 22 de agosto: El descarrilamiento de un automotor de la CP Serie 9500 en la Línea de Túa junto al apeadero de Brunheda provoca una víctima mortal.[351][344]
- 2009
  - 1 de septiembre: Una colisión entre un automóvil y un automotor de la Serie 0650 en un paso a nivel sin guardia en la Línea del Duero a su paso por el concejo de Baião resultó en cinco muertos y dos heridos.[352][344]
- 2010
  - 9 de junio: Tres personas resultaron muertas al ser atropelladas por una composición internacional proveniente de París, con destino a Lisboa. El accidente se produjo en la parroquia de Arroyos, en el ayuntamiento de Torres Novas.[353]
- 2012
  - 2 de mayo: una unidad eléctrica serie 3150 choca por alcance con otra unidad similar que se hallaba detenida en la estación de Caxias, en la línea de Cascais, provocando heridas a 33 personas.[344]
- 2013
  - 21 de enero: Un tren "Intercidade" que cubría la relación Lisboa - Oporto chocó por alcance con una doble composición de unidades eléctricas de tres coches que realizaba un servicio regional entre Entroncamento y Coímbra cerca de Granja do Ulmeiro, Línea del Norte, con el resultado de veinticinco heridos.[344]
- 2015
  - 7 de diciembre: Mueren tres jóvenes (dos de nacionalidad española) al ser arrollados por un convoy en la estación de Aguas Santas-Palmilheria, situada en la línea del Miño, en el concejo de Maia, distrito de Oporto.[354]
- 2016
  - 10 de enero: un tren regional descarrila en la línea de la Beira Alta junto al apeadero de Contenças, en el municipio de Mangualde. El accidente se debió al desprendimiento sobre la vía de parte de la pared de una trinchera. Tres personas resultaron heridas leves[355]
- 2019
  - 19 de junio: Tres personas mueren al ser arrollado el vehículo en que viajaban por un tren en un paso a nivel próximo a Carapeços, parroquia del municipio de Barcelos.[356]
- 2020
  - 31 de julio: A la salida de la estación de Soure, ubicada en la línea del Norte, distrito de Coímbra, se produce el choque entre un tren Alfa Pendular que realizaba el servicio Lisboa - Braga y una vagoneta de mantenimiento, con el resultado de dos muertos, siete heridos graves y treinta y siete leves.[357]
- 2022
  - 21 de noviembre: Un tren regional descarrila en la línea del Duero a la altura de Mesão Frio debido al arrollamiento de materiales desprendidos de una trinchera. Solamente se producen daños materiales.[358]
- 2023
  - 17 de agosto: en Lisboa se produce un choque entre dos tranvías con un balance de trece heridos.[359]